# گمینا گالویتسه
گمینا گالویتسه (به لهستانی:  Gmina Galewice) یک گمینا در لهستان است که در شهرستان ویروشوف واقع شده‌است. گمینا گالویتسه ۱۳۵٫۷۹ کیلومتر مربع مساحت و ۶٬۲۴۴ نفر جمعیت دارد.